# كأس أرمينيا 2012–13
كأس أرمينيا 2012–13 (بالأرمنية: Հայաստանի ֆուտբոլի գավաթ 2012-13)‏ هو الموسم 22 من كأس أرمينيا. أقيم خلال الفترة 14 نوفمبر 2012 وحتى 7 مايو 2013، وأشرف على تنظيمه اتحاد أرمينيا لكرة القدم، وكان عدد الأندية المشاركة فيه 9، وفاز فيه بيونيك يريفان.